# Rúna fantasy & SF szerepjáték magazin
A Rúna fantasy & SF szerepjáték magazin (Közismertebb nevén: Rúna magazin) egy fantasy és sci-fi szerepjátékokkal foglalkozó, Magyarországon 1994 és 2001 között megjelent havilap.

## A magazinról
A folyóirat 1994 februárjában jelent meg először. Havilapnak tervezték, azonban csak tíz szám jelent meg az indulás évében. A tizedik (1994. decemberi) számban olyan rossz minőségű volt a lapok ragasztása, hogy az első kinyitás után kijöttek belőle az oldalak, ami miatt anyagi gondjai keletkeztek a kiadónak, és csak félévre rá tudták kiadni a következő számot. Ezután a kiadó gyakran küzdött megjelenési problémákkal. Az első évfolyamban tíz lapszám, a második és a harmadik évfolyamban négy lapszám, a negyedik évfolyamban öt lapszám plusz egy különszám, az ötödik évfolyamban három lapszám, a hatodik évfolyamban két lapszám, és a hetedik (egyben utolsó) évfolyamban egy lapszám került az újságárusokhoz. Az utolsó, 29. szám könyv alakban jelent meg. 
Az első évfolyam kilencedik számának a címlapján Boros Zoltán és Szikszai Gábor festménye volt látható, amely Vincze Lillát ábrázolta, akinek akkortájt jelent meg a Két hold című lemeze. Ez utóbbinak a borítóján is ugyanez a festmény szerepelt.
A Rúna magazin szerkesztői többnyire a M.A.G.U.S. szerepjáték megalkotói (Kornya Zsolt, Novák Csanád) voltak, a kiadója a M.A.G.U.S.-t kiadó Valhalla Páholy volt. Az újságban található cikkek egy része is a M.A.G.U.S.-hoz kapcsolódott, azonban más szerepjátékokkal is foglalkoztak, például a Dungeons & Dragons, a Troll, a Warhammer, a Codex, a Beholder, a Vampire, illetve a Star Wars játékokkal. A lapban publikáltak ismeretterjesztő cikkeket is, például Kornya Zsolt a nekromancia történetéről. A magazin külföldi és magyar fantasy- és sci-fi-írók novelláit is közölte, köztük Kornya Zsolt (Raoul Renier), Gáspár András (Wayne Chapman), William R. Forstchen, Pat Cadigan és George R. R. Martin műveit. Emellett CD és filmrovat is volt a folyóiratban.

## Lapszámok
| Megjelenés ideje | Lapszám | Címlap                                   | Oldalszám | Évfolyam/szám                                                |
| ---------------- | ------- | ---------------------------------------- | --------- | ------------------------------------------------------------ |
| 1994/02          | 1.      | Michael Wheelan festménye                | 82        | I. évfolyam 1. szám                                          |
| 1994/03          | 2.      | Toys of Ancient Gods borítója            | 82        | I. évfolyam 2. szám                                          |
| 1994/03          | 3.      | Luis Royo festménye                      | 82        | I. évfolyam 3. szám                                          |
| 1994/03          | 4.      | Bruce Pennington munkája                 | 82        | I. évfolyam 4. szám                                          |
| 1994/07          | 5.      | Rodney Matthews festménye                | 82        | I. évfolyam 5. szám                                          |
| 1994/08          | 6.      | Michael Whelan festménye                 | 82        | I. évfolyam 6. szám                                          |
| 1994/09          | 7.      | Ralph McQuarrie festménye                | 82        | I. évfolyam 7. szám                                          |
| 1994/10          | 8.      | Luis Royo festménye                      | 82        | I. évfolyam 8. szám                                          |
| 1994/11          | 9.      | Boros Zoltán és Szikszai Gábor festménye | 82        | I. évfolyam 9. szám                                          |
| 1994/12          | 10.     | Warhammer 40.000                         | 128       | I. évfolyam 10. szám                                         |
| 1995/06          | 11.     | Boros Zoltán és Szikszai Gábor munkája   | 66        | II. évfolyam 1. szám                                         |
| 1995/07          | 12.     | Zsilvölgyi Csaba festménye               | 66        | II. évfolyam 2. szám                                         |
| 1995/08          | 13.     | Szendrei Tibor festménye                 | 66        | II. évfolyam 3. szám                                         |
| 1995/11          | 14.     | Zsilvölgyi Csaba festménye               | 74        | II. évfolyam 4. szám                                         |
| 1997/02          | 15.     | Peter Andrew Jones festménye             | 64        | III. évfolyam 1. szám                                        |
| 1997/04          | 16.     | Boros Zoltán és Szikszai Gábor festménye | 64        | III. évfolyam 2. szám                                        |
| 1997/07          | 17.     | Boros Zoltán és Szikszai Gábor festménye | 64        | III. évfolyam 3. szám                                        |
| 1997/07          | 18.     | Boros Zoltán és Szikszai Gábor festménye | 64        | III. évfolyam 4. szám                                        |
| 1998/01          | 19.     | Ken Kelly munkája                        | 80        | IV. évfolyam 1. szám                                         |
| 1998/03          | 20.     | Keith Parkinson munkája                  | 80        | IV. évfolyam 2. szám                                         |
| 1998/06          | 21.     | Josh Kirby festménye                     | 80        | IV. évfolyam 3. szám                                         |
| 1998/08          | 22.     | Michael Whealen festménye                | 80        | IV. évfolyam 4. szám                                         |
| 1998/            | 23.     | Fastner & Larson munkája                 | 96        | IV. évfolyam 5. szám                                         |
| 1998             | ksz.    | Zölley Imre-DEGS munkája                 | 80        | IV. évfolyam különszám (M.A.G.U.S. kártyajáték)              |
| 1999/01          | 24.     | Michael Whealen festménye                | 96        | V. évfolyam 1. szám                                          |
| 1999/03          | 25.     | Michael Whealen festménye                | 96        | V. évfolyam 2. szám                                          |
| 1999/07          | 26.     | Paul Kindby festménye                    | 96        | V. évfolyam 3. szám                                          |
| 2000/02          | 27.     | Nenad Pantic festménye                   | 96        | VI. évfolyam 1. szám                                         |
| 2000/05          | 28.     | David P. Mattingly festménye             | 96        | VI. évfolyam 2. szám                                         |
| 2001             | 29.     | Boros Zoltán és Szikszai Gábor festménye | 128       | VII. évfolyam 1. szám (könyv formában jelent meg, antológia) |

## Külső hivatkozások
- https://enrawell.wordpress.com/2010/02/03/hokkento-a-runa-magazin/ cikk a magazinról